# Sackbayémé
Sackbayémé est un village de la commune de Pouma, situé dans le département de la Sanaga-Maritime et la région du Littoral.

## Géographie
Localisé à 4° 1' 60 Nord de latitude et 10° 34' 0 Est de longitude, Sackbayémé a un climat tropical avec des précipitations importantes. Les précipitations sont en moyenne de 2406 mm par an. Durant toute l'année, la température moyenne est de 25.8 °C.

## Population et infrastructures
Lors du recensement de 2005, la commune comptait 752 habitants. L'Église presbytérienne camerounaise (EPC) dispose d'un hôpital dans le village de Sackbayémé,.

## Actions de développement
En 2019, l'Association ISF Cameroun met en œuvre, dans le cadre de l'initiative Objectif 2030, le projet "Appui à la transition agroécologique des exploitations familiales agricoles".

## Personnalités liées à Sackbayémé
- Ernestine Gwet Bell, née en 1953 à Sackbayémé, gynécologue-obstétricienne, pionnière de la fécondation in vitro en Afrique subsaharienne
- Jacques Songo'o, né le 17 mars 1964 à Sackbayémé, footballeur
- André Kana-Biyik, né le 1er septembre 1965 à Sackbayémé, footballeur de l'équipe nationale des Lions Indomptables du Cameroun
- François Omam-Biyik, né le 21 mai 1966 à Sackbayémé, footballeur de l'équipe nationale des Lions Indomptables du Cameroun
- Gaëtan Bong, né le 25 avril 1988 à Sackbayémé, footballeur de l'équipe nationale des Lions Indomptables du Cameroun[7].